# Реал Мадрид КФ
Реал Мадрид КФ (на испански: Real Madrid Club de Fútbol, Реал Мадрид Клуб де Футбол) е испански професионален футболен клуб от испанската столица Мадрид. Отборът е създаден през 1902 г. и е признат от ФИФА за най-успешния футболен клуб на 20 век и за 21 век. Реал е 36 пъти шампион на Испания, носител на 20 Купи на Испания и рекордните 15 титли на Шампионската лига. Реал Мадрид е един от основателите на ФИФА (като представител на Испания на учредителния конгрес през 1904 г.) и на организацията Г-14.
Клубът играе своите домакински мачове на Стадион Сантяго Бернабеу, намиращ се в централната част на Мадрид. За разлика от повечето европейски спортни организации, Реал е собственост и управляван от своите фенове, или така наречените "socios" – клубни членове. Реал Мадрид е и най-скъпият отбор в света към 2022 г. според Форбс, оценен на 5,1 млрд. долара. Клубът също така е един от най-богатите в света, през 2021 г. е генерирал над 640 млн. евро приходи.

## История
Футболът в Мадрид е въведен от преподаватели и студенти, някои от които са завършили Оксфордския или Кеймбриджкия университет. Те създават футболния клуб Football Club Sky през 1897, който играе мачове само в съботните сутрини. През 1900 г. отборът се разделя на два различни: New Foot-Ball de Madrid и Club Español de Madrid. От своя страна 6 март 1902 г. Club Español de Madrid се разделя на два различни отбора, единият от които е Реал Мадрид (с тогавашно име ФК Мадрид). Само три години след основаването си, през 1905 г., ФК Мадрид печели първия си официален трофей – Купата на Испания, след победа над Атлетик Билбао на финала. Тимът печели първата от четирите купи на Испания. Реал Мадрид е един от основателите на Испанската ФА на 4 януари 1909 г., когато клубният президент Адолфо Мелендес подписва споразумението за създаването му. През 1912 тимът се мести на ново игрище, носещо името Campo de O'Donnell (на български Кампо де О'Донъл). На 29 юни 1920 г. крал Алфонсо XIII дава титлата „кралски“ (Royal) на клуба.
През 1929 г. първият сезон на Ла Лига е открит. Реал Мадрид е начело до последния мач, в който са надиграни от Атлетик Билбао с резултат 2:0 (първата среща завършва 5:1 за Реал Мадрид) и така Барселона печели титлата с една точка разлика пред Реал. Тимът печели първата си титла в Ла Лига през сезон 1931/32. Реал Мадрид печелят титлата и през следващия сезон и така стават първия отбор в Испания печелил титлата в два последователни сезона.
През 1945 г. президент на Реал Мадрид става Сантяго Бернабеу. Под неговото председателство след гражданската война в Испания, започва „прераждането“ на клуба. Построен е нов стадион, впоследствие кръстен на самия него. Започвайки от 1953 г., Сантяго Бернабеу се впуска към стратегия на привличане на играчи от чужбина със световна класа, като може би най-значителната придобивка на клуба е Алфредо Ди Стефано. Така се ражда първият мултинационален отбор в света.
През 1955 г., след идея на един френски журналист (Габриел Ано), Сантяго Бернабеу, заедно с Густав Себеш, създават турнир, днес известен като УЕФА Шампионска лига (турнир, включващ по тези времена отбори от Испания, Португалия, Италия и Франция). Това дава възможност на Бернабеу да създаде отбор, който се превръща в световна сила и в Испания, и в Европа. Реал Мадрид печели Шампионската лига 5 пъти по ред, между годините 1956 и 1960, като на финала през 1960 г. Реал побеждава Айнтрахт Франкфурт с внушителните 7:3. Това е рекорд, ненадминат до днес от нито един друг футболен отбор. Отборът печели за шести път Шампионската лига през 1966 г. след победа над ФК Партизан с резултат 2:1. Реал Мадрид е побеждаван на финалите за купата през 1962, 1964 и 1981 г. Тимът е печелил два пъти Купата на УЕФА, а на финала на Купата на носителите на купи (КНК) два пъти са били побеждавани.
Със започването на 80-те години Реал Мадрид губят лидерството си и в Испания и в Европа. Започва ерата на La Quinta del Buitre – Кохортата на Лешояда. Звездите на кохортата са Емилио Бутрагеньо (с прякор „Лешояда“), Маноло Санчис, Мартин Васкес, Мичел и Мигел Пардеса. Благодарение на тази магическа петорка Реал Мадрид отново овладяват европейския и испанския футбол. През втората половина на 80-те тимът печели два пъти Купата на УЕФА и пет пъти последователно Испанското първенство.
През 90-те години Кохортата на Лешояда се разпада след напускането на Емилио Бутрагеньо, Мартин Васкес и Мичел. През 1996 г. за президент е избран Лоренцо Санз, а за треньор е назначен Фабио Капело. По това време към клуба се присъединяват Роберто Карлош, Кларънс Сеедорф, Предраг Миятович. По същото време в клуба играят и Раул, Фернандо Йеро, Фернандо Редондо, Фернандо Мориентес. Резултатът от привличането на тези футболисти и сформирането на такъв отбор е печеленето на Шампионската лига след 32 години за седми път, като на финала Реал Мадрид побеждава Ювентус с 1:0, благодарение на попадението на Предраг Миятович.
През юли 2000 г. Флорентино Перес бива избран за президент на клуба. На следващата година започва привличането на редица световни футболни звезди, първият от които е Луиш Фиго. Впоследствие са привлечени още Зинедин Зидан, Дейвид Бекъм и Роналдо. Тези футболисти, заедно с Раул образуват т.нар. „Ел Галактико“. По време на този Галактически период Реал Мадрид печели Шампионската лига за рекорден девети път и Ла Лига през 2002 г. Но следващите три сезона минават без нито една спечелена купа.
Краят на ерата „Ел Галактико“ настъпва, когато за президент е избран Рамон Калдерон на 2 юли 2006 г. За нов спортен директор е назначен Предраг Миятович, а за треньор Фабио Капело. Капело бива назначен по средата на сезона при няколко точки аванс в полза на Барселона, но въпреки това Мадрид става шампион. Реал Мадрид печели Испанското първенство за първи път от четири години през 2006. През 2007 година Белия балет отново завършва на първо място и завоюва своята 31-ва титла г. Въпреки титлата Фабио Капело е уволнен от поста си юни 2007 г. и на негово място е назначен бившият играч на клуба – Бернд Шустер. Белия балет завършва първенството на първо място и завоюва своята 31-ва титла. Под ръководството на Бернд Шустер клубът печели и Суперкупата на страната, побеждавайки Валенсия с общ резултат 6:5.
Най-резултатният играч на мадридчани – Раул Гонсалес напуска на 21 юни 2010 година в посока Шалке 04.

## Герб
Първият герб на Реал Мадрид е с прост дизайн и представлява декоративна смеска на инициалите на клуба – MCF (Madrid Club de Fútbol). Тези инициали са в тъмносин цвят върху бял фон. Първата същественя промяна в герба настъпва през 1908 г., когато гербът придобива кръгла форма. След като крал Алфонсо дава титлата „реал“ на отбора, по герба се появяват различни кралски символи. С прекратяването на периода на монархията през 1931 г., тези кралски символи биват премахнати от герба. Две години след края на Гражданската война, през 1941 г., към герба бива добавена черна лента, символизираща региона Кастилия.
Най-нова модификация на герба настъпва през 2001 г., като в клуба искат да влязат в новия век по-добре. Може би основната промяна е променянето на цвета на ленката, символизираща Кастилия, от черен на тъмно син.

## Ел Класико
Ел Класико е термин, използван за футболните срещи между Реал Мадрид и Барселона. Терминът е използван за първи път през 2000 г. Двата тима имат изиграни 159 мача в Ла Лига. Реал Мадрид има 68 победи, Барселона 61, а 30 мача са завършили с равен резултат. Общо по между си двата тима имат изиграни 207 мача (включително и Шампионска лига, КНК и др.), като Реал има 85 победи, Барселона 80, a 42 мача са завършили с равенство.
Футболисти като Луиш Фиго, Роналдо, Бернд Шустер, Рикардо Самора, Михаел Лаудруп, Луис Енрике и Георге Хаджи са играли и в двата отбора.

## Срещи с български отбори
Реал се е срещал с два български отбори в официални срещи. С Левски за КЕШ през сезон 1979/80 като двете срещи завършват с победи за испанския отбор с резултати от 0:1 в София и 2:0 в Мадрид. През сезон 2014/15 за Шампионската лига се среща с Лудогорец като и двата мача завършват с победи за Реал Мадрид с резултати от 1:2 в София и 4:0 в Мадрид.

## Състав

### Настоящ състав
Към 10 юни 2025 г.

## Статистика

### Най-много голове за отбора
- Последна промяна: 27 януари 2023

|    | Име                | Години      | Шампионат | Купа    | Евротурнири | Други1  | Общо      |
| -- | ------------------ | ----------- | --------- | ------- | ----------- | ------- | --------- |
| 1  | Кристиано Роналдо  | 2009 – 2018 | 311 (292) | 22 (30) | 105 (101)   | 12 (15) | 450 (438) |
| 2  | Карим Бензема      | 2009 – 2023 | 228 (425) | 21 (45) | 74 (127)    | 12 (26) | 354(647)  |
| 3  | Раул               | 1994 – 2010 | 228 (550) | 18 (37) | 66 (132)    | 11 (22) | 323(741)  |
| 4  | Алфредо ди Стефано | 1953 – 1964 | 216 (282) | 40 (50) | 49 (58)     | 3 (6)   | 308(396)  |
| 5  | Карлос Сантиляна   | 1971 – 1988 | 186 (461) | 49 (84) | 47 (87)     | 8 (13)  | 290(645)  |
| 6  | Ференц Пушкаш      | 1958 – 1966 | 156 (180  | 49 (41  | 35 (39)     | 2 (2)   | 242(262)  |
| 7  | Уго Санчес         | 1985 – 1992 | 164 (207) | 19 (32) | 23 (39)     | 2 (4)   | 208 (282) |
| 8  | Франсиско Хенто    | 1952 – 1970 | 126 (428) | 22 (74) | 30 (95)     | 4 (4)   | 182 (601) |
| 9  | Пири               | 1964 – 1979 | 123 (417) | 25 (67) | 23 (75)     | 1 (2)   | 172 (561) |
| 10 | Емилио Бутрагеньо  | 1983 – 1995 | 122 (341) | 16 (39) | 27 (75)     | 5 (8)   | 171 (463) |

1Други турнири включват Суперкупа на Испания, Суперкупа на Европа и Световно клубно първенство
* В скоби са посочени изиграните мачове

### Най-много мачове за отбора
- Последна промяна: 26 май 2018 г.

|    | Име               | Години      | Шампионат | Купа | Евротунири | Други | Общо |
| -- | ----------------- | ----------- | --------- | ---- | ---------- | ----- | ---- |
| 1  | Раул              | 1994 – 2010 | 550       | 37   | 135        | 19    | 741  |
| 2  | Икер Касияс       | 1999 – 2015 | 510       | 40   | 152        | 23    | 725  |
| 3  | Мануел Санчис     | 1983 – 2001 | 524       | 67   | 99         | 21    | 711  |
| 4  | Карлос Сантилиана | 1971 – 1988 | 461       | 84   | 87         | 11    | 643  |
| 5  | Франсиско Хенто   | 1953 – 1971 | 428       | 75   | 96         | 6     | 605  |
| 6  | Фернандо Йеро     | 1989 – 2003 | 439       | 40   | 101        | 18    | 598  |
| 7  | Хосе Камачо       | 1973 – 1989 | 414       | 61   | 90         | 12    | 577  |
| 8  | Серхио Рамос      | 2005 – 2021 | 392       | 52   | 114        | 7     | 565  |
| 9  | Пири              | 1964 – 1979 | 417       | 67   | 75         | 2     | 561  |
| 10 | Мичел             | 1981 – 1996 | 404       | 53   | 89         | 14    | 559  |

Евротунири включва Шампионска лига

Други турнири включват Суперкупа на Испания, Суперкупа на Европа, Междуконтинентална купа и Световно клубно първенство

## Отличия

### Национални
- Примера дивисион
  -  Шампион (36): (рекорд) 1931/32; 1932/33; 1953/54; 1954/55; 1956/57; 1957/58; 1960/61; 1961/62; 1962/63; 1963/64; 1964/65; 1966/67; 1967/68; 1968/69; 1971/72; 1974/75; 1975/76; 1977/78; 1978/79; 1979/80; 1985/86; 1986/87; 1987/88; 1988/89; 1989/90; 1994/95; 1996/97; 2000/01; 2002/03; 2006/07; 2007/08; 2011/12; 2016/17; 2019/20; 2021/22; 2023/24

- -  Вицешампион (25): 1929; 1933/34; 1934/35; 1935/36; 1941/42; 1944/45; 1958/59; 1959/60; 1965/66; 1980/81; 1982/83; 1983/84; 1991/92; 1992/93; 1998/99; 2004/05; 2005/06; 2008/09; 2009/10; 2010/11; 2012/13; 2014/15; 2015/16; 2020/21; 2022/23

- Копа дел Рей
  -  Носител (20): 1905; 1906; 1907; 1908; 1917; 1934; 1936; 1946; 1947; 1961/62; 1969/70; 1973/74; 1974/75; 1979/80; 1981/82; 1988/89; 1992/93; 2010/11; 2013/14, 2022/23
  -  Финалист (21): 1903; 1916; 1918; 1924; 1929; 1930; 1933; 1940; 1943; 1958; 1959/60; 1960/61; 1967/1968; 1978/79; 1982/83; 1989/90; 1991/92; 2001/02; 2003/04; 2012/13; 2024/2025

- Суперкупа на Испания
  -  Носител (13): 1988; 1989; 1990; 1993; 1997; 2001; 2003; 2008; 2012; 2017; 2019; 2021; 2024

- Купа Ева Дуарте:
  -  Носител (1): 1947

- Купа на лигата
  -  Носител (1):1984/85
  -  Финалист (1): 1982/83

- Регионален шампионат/Трофей Манкомунадо:
  -  Шампион (23): (рекорд) 1904 – 05, 1905 – 06, 1906 – 07, 1907 – 08, 1909 – 10, 1912 – 13, 1915 – 16, 1916 – 17, 1917 – 18, 1919 – 20, 1921 – 22, 1922 – 23, 1923 – 24, 1925 – 26, 1926 – 27, 1928 – 29, 1929 – 30, 1930 – 31, 1931 – 32, 1932 – 33, 1933 – 34, 1934 – 35, 1935 – 36

### Международни
- Шампионска лига (КЕШ):
  -  Носител (15): (рекорд) 1956, 1957, 1958, 1959, 1960, 1966, 1998, 2000, 2002, 2014, 2016, 2017, 2018, 2022, 2024
  -  Финалист (3): 1962, 1964, 1981
- Купа на УЕФА/ Лига Европа:
  -  Носител (2): 1985, 1986
- Суперкупа на Европа:
  -  Носител (6): 2002, 2014, 2016, 2017, 2022, 2024
  -  Финалист (3): 1998, 2000, 2018
- Междуконтинентална купа:
  -  Носител (4): 1960, 1998, 2002, 2024
- Световно клубно първенство
  -  Носител (5): 2014, 2016, 2017, 2018, 2022
- Малка Световна купа
  -  Носител (2): (рекорд) 1952, 1956
  -  Финалист (1): 1963
- Латинска купа
  -  Носител (2): 1955, 1957
- Иберо-американска купа
  -  Носител (1): (рекорд) 1994
- Иберийска купа
  -  Финалист (1): 2000
- Купа Франц Бекенбауер
  -  Носител (1): 2010
- Купа Сантяго Бернабеу
  -  Носител (28): (рекорд) 1981, 1983, 1984, 1985, 1987, 1989, 1991, 1994, 1995, 1996, 1997, 1998, 1999, 2000, 2003, 2005, 2006, 2007, 2008, 2009, 2010, 2011, 2012, 2013, 2015, 2016, 2017, 2018
  -  Финалист (9): 1980, 1986, 1988, 1990, 1992, 1993, 2001, 2002, 2004
- Ауди къп:
  -  Финалист (1): 2015

## Известни футболисти
| - Франсиско Хенто - Алфредо Ди Стефано - Диди - Ференц Пушкаш - Висенте дел Боске - Дейвид Георгиев | - Кристиано Роналдо - Икер Касияс - Рикардо Самора - Кака - Карлос Сантиляна - Франциско Буйо - Килиан Мбапе | - Раул - Уго Санчес - Фернандо Мориентес - Фернандо Йеро - Предраг Миятович - Стийв Макманамън | - Роналдо - Робиньо - Дейвид Бекъм - Чаби Алонсо - Клод Макелеле - Карим Бензема | - Зинедин Зидан - Луиш Фиго - Серхио Рамос - Емилио Бутрагеньо - Фернандо Редондо - Роберто Карлош - Гонсало Игуаин |  |

### ФИФА футболист нагодината
- Роналдо – 1996 (Барселона)
- Роналдо – 1997 (Интер)
- Зинедин Зидан – 1998 (Ювентус)
- Зинедин Зидан – 2000 (Ювентус)
- Луиш Фиго – 2001
- Роналдо – 2002
- Зинедин Зидан – 2003
- Фабио Канаваро – 2006
- Кака – 2007 (Милан)
- Кристиано Роналдо – 2008 (Манчестър Юнайтед)

### Носители на Златната топка
- Алфредо Ди Стефано – 1957, 1959
- Раймон Копа – 1958
- Роналдо – 1997 (Интер)
- Зинедин Зидан – 1998 (Ювентус)
- Луиш Фиго – 2000
- Майкъл Оуен – 2001 (Ливърпул)
- Роналдо – 2002
- Фабио Канаваро – 2006
- Кака – 2007 (Милан)
- Кристиано Роналдо – 2008 (Манчестър Юнайтед)
- Кристиано Роналдо – 2013, 2014, 2016, 2017
- Лука Модрич – 2018
- Карим Бензема – 2022

### Носители на Златната обувка
- Уго Санчес – 1990 (38 гола)
- Кристиано Роналдо – 2008 (Манчестър Юнайтед – 31 гола)
- Кристиано Роналдо – 2010/2011 (40 за първенството)
- Кристиано Роналдо – 2013/2014 (31 за първенството)
- Кристиано Роналдо – 2014/2015 (48 за първенството)

## Галактикос
Галактикос такъв е прякорът на Реал Мадрид през периода на Флорентино Перес (2000 – 2006 г.)
Той купува поне един футболист през лятото на всяка година. През 2009 г. Перес се завръща на поста с още големи покупки Кака, Карим Бензема и Кристиано Роналдо. В следващите години, Флорентино добавя към отбора много талантливи играчи.
- Луиш Фиго (€61 От Барселона) – Лятото през 2000
- Зинедин Зидан (€75 От Ювентус) – Лятото през 2001 – (Рекорден трансфер на футболист)
- Роналдо (€45 От Интер) – Лятото през 2002
- Дейвид Бекъм (€35 От Манчестър Юнайтед) – Лятото през 2003
- Майкъл Оуен (€13 + Антонио Н. От Ливърпул) – Лятото през 2004
- Робиньо (€49 От Сантош) – Лятото през 2005
- Кака (€67 От Милан) – Лятото през 2009
- Карим Бензема (€40 От Лион) – Лятото през 2009
- Кристиано Роналдо (€94 От Манчестър Юнайтед) – Лятото през 2009 – (Рекорден трансфер на футболист)
- Месут Йозил (€18 От Вердер Бремен) – Лятото през 2010
- Анхел Ди Мария (€33 От Бенфика) – Лятото през 2010
- Фабио Коентрао (€30 ОТ Бенфика) – Лятото през 2011
- Лука Модрич (€35 От Тотнъм) – Лятото през 2012
- Иско (€30 От Малага) – Лятото през 2013
- Асиер Ияраменди (€39 От Реал Сосиедад) – Лятото през 2013
- Гарет Бейл (€100 От Тотнъм) – Лятото през 2013 (Рекорден трансфер на футболист)